# Innertkirchen
Innertkirchen (toponimo tedesco) è un comune svizzero di 1 076 abitanti del Canton Berna, nella regione dell'Oberland (circondario di Interlaken-Oberhasli).

## Storia
Il comune di Innertkirchen è stato istituito nel 1834 con l'unione delle comunità (Bäuert) di Äppigen, Bottigen, Grund, Wyler-Schattseite e Wyler-Sonnseite; il 1° gennaio 2014 ha inglobato il comune soppresso di Gadmen.

## Monumenti e luoghi d'interesse

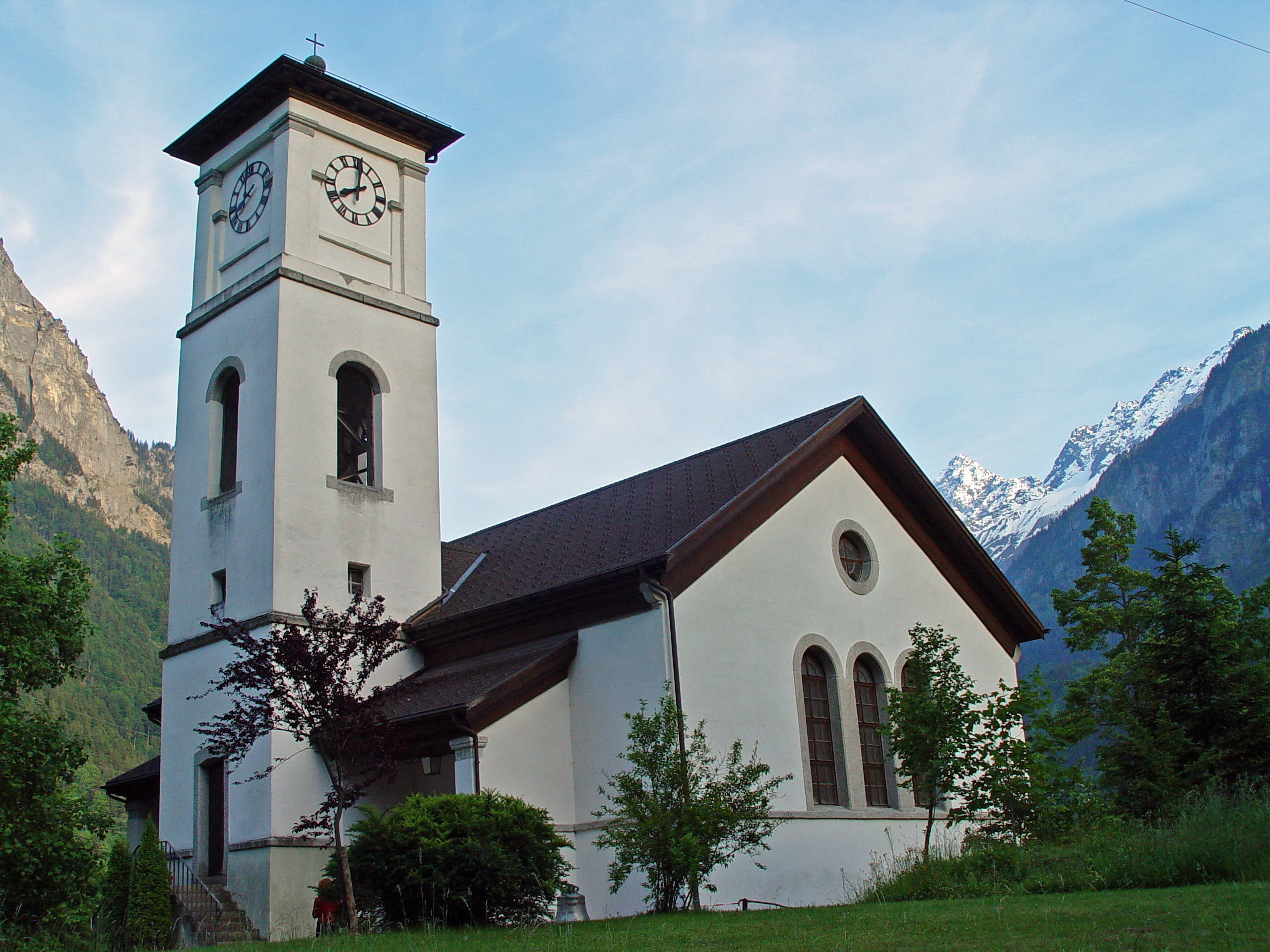
La chiesa riformata

- Chiesa riformata di Hof in località Grund, eretta nel 1840[1];
- Diga di Mattenalp.

## Società

### Evoluzione demografica
L'evoluzione demografica è riportata nella seguente tabella:
Abitanti censiti

## Geografia antropica

### Frazioni
Il comune di Innertkirchen comprende:
- Äppigen
- Bottigen
- Gadmen[4]
  - Nessental
- Grund
- Wyler-Schattseite
- Wyler-Sonnseite

## Infrastrutture e trasporti

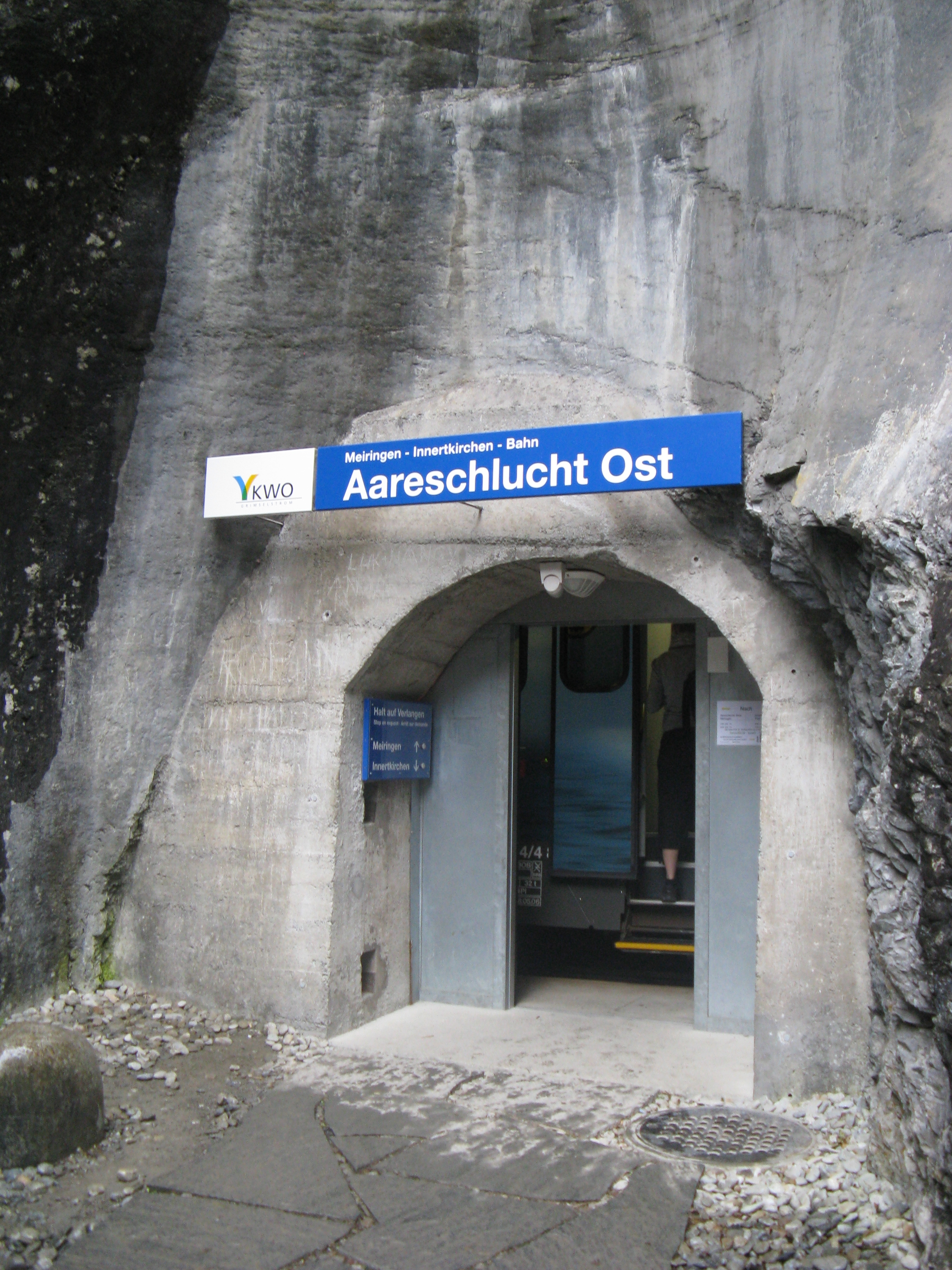
La stazione di Aareschlucht Ost

Innertkirchen è servito dalle stazioni di Aareschlucht West, di Aareschlucht Ost, di Unterwasser, di Innertkirchen Post e di Innertkirchen, sulla ferrovia Meiringen-Innertkirchen, e dalla funicolare Gelmerbahn.

## Amministrazione
Ogni famiglia originaria del luogo fa parte del cosiddetto comune patriziale e ha la responsabilità della manutenzione di ogni bene ricadente all'interno dei confini del comune.